# Championnat de Maurice de football 2019-2020
Navigation
Saison précédente Saison suivante
La saison 2019-2020 de Barclays League est la 77e édition de la première division mauricienne. Les dix meilleures équipes du pays s'affrontent à trois reprises au sein d'une poule unique. À la fin du championnat, les deux derniers du classement sont relégués et remplacés par les deux premiers de deuxième division.
Le championnat débute le 23 novembre 2019, et sera interrompu après la 13e journée. Le 19 mars 2020, il sera définitivement arrêté, aucun titre ne sera décerné, il n'y aura aucune relégation ni promotion pour la saison suivante.

## Clubs participants
- AS Port-Louis 2000
- Grande Rivière Sud-Est Wanderers SC - Promu de D2
- AS de Vacoas-Phoenix
- Pamplemousses SC
- Cercle de Joachim SC
- Entente Boulet Rouge-Riche Mare Rovers - Promu de D2
- Savanne SC
- Petite Rivière Noire SC
- La Cure Sylvester
- Roche-Bois Bolton City

## Classement
Le classement est établi sur le barème de points classique (victoire à 3 points, match nul à 1, défaite à 0).
| Rang | Équipe                                | Pts | J  | G | N | P | Bp | Bc | Diff |
| ---- | ------------------------------------- | --- | -- | - | - | - | -- | -- | ---- |
| 1    | Grande Rivière Sud-Est Wanderers SC P | 30  | 13 | 9 | 3 | 1 | 24 | 7  | +17  |
| 2    | Roche-Bois Bolton City                | 30  | 13 | 9 | 3 | 1 | 28 | 12 | +16  |
| 3    | AS Port-Louis 2000                    | 21  | 13 | 6 | 3 | 4 | 20 | 12 | +8   |
| 4    | AS de Vacoas-Phoenix                  | 20  | 13 | 6 | 2 | 5 | 27 | 17 | +10  |
| 5    | Petite Rivière Noire SC               | 16  | 13 | 3 | 7 | 2 | 16 | 15 | +1   |
| 6    | Pamplemousses SCT                     | 15  | 13 | 4 | 3 | 5 | 15 | 15 | 0    |
| 7    | EBRRMRP                               | 13  | 13 | 3 | 4 | 6 | 26 | 31 | -5   |
| 8    | La Cure Sylvester                     | 12  | 13 | 4 | 0 | 9 | 14 | 30 | -16  |
| 9    | Cercle de Joachim SC                  | 10  | 13 | 2 | 4 | 7 | 11 | 24 | -13  |
| 10   | Savanne SC                            | 9   | 13 | 2 | 3 | 8 | 21 | 39 | -18  |

| Légende : | Légende :                                                                               |
| --------- | --------------------------------------------------------------------------------------- |
|           | T : Tenant du titre P : Promu de deuxième division C : Vainqueur de la Coupe de Maurice |

## Bilan de la saison
| Championnat de Maurice de football 2019-2020 |              |
| Champion                                     | aucun        |
| Coupes et trophées                           |              |
| Vainqueur de la Coupe de Maurice 2019-2020   | non disputée |
| Qualifications continentales                 |              |
| Ligue des champions de la CAF 2020-2021      | aucun        |
| Coupe de la confédération 2020-2021          | aucun        |
| Promotions et relégations                    |              |
| Promus en Barclays League                    | aucun        |
| Relégués en First League                     | aucun        |